# Decatur (Tennessee)
Decatur és una població dels Estats Units a l'estat de Tennessee. Segons el cens del 2000 tenia 1.395 habitants.

## Demografia
Segons el cens del 2000, Decatur tenia 1.395 habitants, 560 habitatges, i 366 famílies. La densitat de població era de 210,4 habitants/km².
Dels 560 habitatges en un 28,8% hi vivien nens de menys de 18 anys, en un 49,1% hi vivien parelles casades, en un 12,5% dones solteres, i en un 34,5% no eren unitats familiars. En el 30,9% dels habitatges hi vivien persones soles el 13,8% de les quals corresponia a persones de 65 anys o més que vivien soles. El nombre mitjà de persones vivint en cada habitatge era de 2,29 i el nombre mitjà de persones que vivien en cada família era de 2,83.
Per edats la població es repartia de la següent manera: un 21,5% tenia menys de 18 anys, un 7,9% entre 18 i 24, un 29,2% entre 25 i 44, un 23,8% de 45 a 60 i un 17,6% 65 anys o més.
L'edat mediana era de 39 anys. Per cada 100 dones de 18 o més anys hi havia 88,5 homes.
La renda mediana per habitatge era de 29.402 $ i la renda mediana per família de 38.375 $. Els homes tenien una renda mediana de 29.327 $ mentre que les dones 22.647 $. La renda per capita de la població era de 18.784 $. Entorn del 12,9% de les famílies i el 15,1% de la població estaven per davall del llindar de pobresa.

## Poblacions més properes
El següent diagrama mostra les poblacions més properes.